# Armadillo graevei
Armadillo graevei là một loài chân đều trong họ Armadillidae. Loài này được Arcangeli miêu tả khoa học năm 1927.